# Pavement management system
Pavement Management System (PMS) je termín, který se vztahuje k systému, který využívá kategorizaci stavu vozovek spojenou s návrhem strategií pro jejich údržbu a obnovu provozuschopnosti. V České republice je pro tyto systémy používán pojem Systém hospodaření s vozovkou (SHV).
PMS je systém, který zahrnuje identifikaci optimálních strategií na různých úrovních řízení a údržby vozovek na odpovídající úroveň provozuschopnosti. Tyto zahrnují (ale neomezují se pouze na) systematické postupy pro plánování údržby a oprav na základě optimalizace přínosů a minimalizaci nákladů. Kromě systémových prostředků zahrnuje PMS i prostředky procesní a technické.

## Typické úkoly
Mezi typické úkoly, které plní PMS, patří:
1. Evidence stavu vozovek
2. Multikriteriální hodnocení stavu silničních úseků – podle intenzity dopravy, třídy vozovky, společenské poptávky, atd
3. Plán údržby silnic v dobrém stavu
4. Plán oprav vozovek ve zhoršeném stavu na základě dostupných finančních prostředků

Výzkumné studie prokazují, že je mnohem méně nákladné udržovat silnice v dobrém stavu, než je opravovat, jakmile se jejich stav zhoršuje. To je důvod, proč PMS klade důraz spíše na preventivní údržbu silnic, než na rekonstrukce silnic ve špatném stavu. PMS je komplexní plánovací nástroj, který je schopen modelovat degradaci povrchu vozovky vzhledem k vlivu dopravy a klimatických činitelů a obsahuje řadu rozhodovacích mechanismů, které slouží k určení, jakým způsobem a kdy přistoupit k údržbě nebo opravě povrchu silnice.